# Willy Papenkort
Willy Eugen Papenkort (* 9. August 1908 in Tilsit; † 1. Januar 1973 in Gelsenkirchen) war ein deutscher Polizeioffizier und als Kompanieführer des Reserve-Polizei-Bataillons 11 im Oktober 1941 an der Ermordung der jüdischen Bevölkerung im weißrussischen Sluzk beteiligt. Nach dem Krieg wurde er Hauptkommissar der Kripo in Essen und organisierte eine „Kameradenhilfe“ für ehemalige Angehörige der Ordnungspolizei, gegen die strafrechtlich wegen Kriegsverbrechen ermittelt wurde.

## Leben
Papenkort war der Sohn eines Metzgers in Tilsit, besuchte zunächst die Volksschule, dann das Gymnasium und machte ein Volontariat in technischen Betrieben. Am 1. April 1927 ging er als Anwärter zur Schutzpolizei, bestand im März 1931 das sogenannte Polizeiabitur und erwarb damit die Voraussetzung für den Eintritt in die Polizeioffizierslaufbahn.
Papenkort trat zum 1. März 1930 in die NSDAP ein (Mitgliedsnummer 206.471) und war zeitweilig Blockleiter. Er gehörte der SS an (SS-Nummer 313.915), wo er es 1944 bis zum SS-Sturmbannführer brachte.

### Zeit des Nationalsozialismus
Nach seiner Heirat im Juni 1933 – aus der Ehe gingen drei Kinder hervor – wurde Papenkort zunächst zur kasernierten Landespolizei versetzt und 1935 in die Wehrmacht überführt, ehe er 1937 zur Polizei zurückkehrte und seine Prüfung als Polizeioffizier bestand. Anschließend tat er zunächst Dienst bei der Polizeiverwaltung Königsberg. 1939 wurde er zum Leutnant sowie zum Oberleutnant, 1941 zum Hauptmann und 1944 zum Major der Schutzpolizei befördert.
Als Hauptmann führte Papenkort 1941 die 2. Kompanie des Reserve-Polizei-Bataillons 11 und leitete den Einsatz des Bataillons bei der Ermordung der jüdischen Bevölkerung in Sluzk am 27. Oktober 1941. Das der 707. Infanterie-Division zugeordnete und General Bechtolsheim unterstellte Polizei-Bataillon 11 hatte unter seinem Kommandeur Franz Lechthaler ab Anfang Oktober 1941, durch litauische Hilfstruppen unterstützt, in einer dreiwöchigen „Aktion Judenrein“, beginnend bei Uzlany und anderen Ortschaften südöstlich von Minsk bis Sluzk und Klezk, etwa 11.000 Juden ermordet, darunter allein in Sluzk mehr als 3000. Der Befehl an das Bataillon sei, so Papenkort in einer Vernehmung am 16. Mai 1961, „seitens der Sicherungs-Division“ Bechtolsheims ergangen. Die Aufgabe von Papenkorts 2. Kompanie des Bataillons bestand in erster Linie darin, die entsprechenden Absperrmaßnahmen für die Erschießungen durchzuführen, doch als sein Kommandeur Lechthaler sich am 27. Oktober 1941 bei dem Massaker in Sluzk von der Erschießungsstätte entfernte, übernahm Papenkort das Kommando.
Im April 1942 wurde Papenkort zum Stab des Befehlshabers der Ordnungspolizei (BdO) in Königsberg versetzt. Von April 1942 bis Kriegsende war er beim Stab des BdO im Wehrkreis 12 in Wiesbaden.

### Nachkriegszeit
Bei Kriegsende geriet Papenkort in amerikanische Gefangenschaft, aus der er Ende 1946 entlassen wurde. Bis Anfang der 1950er Jahre arbeitete er in verschiedenen Branchen als Vertreter. 1952 gelang es ihm, in Essen wieder in den Polizeidienst eingestellt zu werden; er gehörte, zuletzt als Hauptkommissar, bis 1960 der Kreispolizeibehörde Essen an.
Am 12. Mai 1960 wurde er verhaftet und verbrachte fast ein Jahr in Untersuchungshaft, bevor er zusammen mit seinem Bataillonskommandeur Lechthaler wegen der Mordaktionen in Sluzk angeklagt wurde. Während Lechthaler wegen „Beihilfe zum Totschlag“ zu dreieinhalb Jahren Zuchthaus verurteilt wurde, erhielt Papenkort einen Freispruch mangels Beweisen. Da der Bundesgerichtshof (BGH) das Urteil aufhob, nachdem sowohl Staatsanwaltschaft als auch Verteidigung in Revision gegangen waren, brachte die neue Hauptverhandlung Lechthaler eine Verkürzung der Haftstrafe auf zwei Jahre und Papenkort einen erneuten Freispruch. In der Urteilsbegründung hielt das Gericht fest, es sei nicht zu klären gewesen, ob der Angeklagte Papenkort den Unrechtsgehalt des Sicherungsbefehls zur Absperrung erkannt habe.
Im Alter von 55 Jahren beantragte Papenkort die Feststellung der Dienstunfähigkeit und wurde 1963 in den Ruhestand versetzt. Ab Oktober 1964 arbeitete er bei der Handwerkskammer in Arnsberg als Beauftragter für das Lehrlingswesen. Zu diesem Zeitpunkt begann er, ein „Netzwerk der Ehemaligen“, eine sogenannte Kameradenhilfe, aufzubauen und zu organisieren. Die „Kameradenhilfe“ leistete unter anderem eine „gezielte Rechtsberatung“ für ehemalige Ordnungspolizisten, gegen die nun wegen Kriegsverbrechen ermittelt wurde. Urheber der „Kameradenhilfe“ waren die Obersten der Schutzpolizei Hanns Wirth aus Leverkusen sowie Fritz Göhler aus Neuss. Ihre „Hauptfigur“ war Papenkort, der den Großteil der Arbeit leistete. Unterstützung erfuhr die Organisation von Generalleutnant der Ordnungspolizei a. D. Adolf von Bomhard, gelegentlich half auch der ehemalige SS-Obergruppenführer Werner Best. Sie arbeitete mit der sogenannten Stillen Hilfe zusammen. Ab dem Sommer 1967 ermittelte die Staatsanwaltschaft Dortmund gegen Papenkort als Hauptakteur der „Kameradenhilfe“, nachdem im Zuge eines Gerichtsverfahrens des Landgerichts Bochum gegen ehemalige Angehörige der Sicherheitspolizei belastendes Material gefunden worden war. Nach Auffassung der Staatsanwaltschaft Dortmund und der Zentralen Stelle der Landesjustizverwaltungen zur Aufklärung nationalsozialistischer Verbrechen in Ludwigsburg bedeutete die Aktivität Papenkorts eine rechtswidrige Beratung, weil er unter anderem vorgeschlagen habe:

„Das Berufen auf Befehlsnotstand. […] Die Anleitung zu simulieren. Verfahren sollten durch Vortäuschen von Krankheit sabotiert werden. […] Die Anleitung sich nicht erinnern zu können. […] Zeugenbeeinflussung, Druck ausüben: ‚Nicht gegen ehemalige Kameraden aussagen, das gehört sich nicht.‘ […] Das Unmöglichmachen von bestimmten Zeugen, sie als unglaubwürdig erscheinen lassen. Beispiel Dr. Klaus Hornig, der als Oberleutnant und Kompanieführer beim Polizeibataillon 306 die Teilnahme an der Ermordung von Kriegsgefangenen verweigerte.“

Eine derartige „Beratung“ führte Papenkort bei mindestens 32 Beschuldigten durch. Unter ihnen waren 19 Ordnungspolizisten und zwei Angehörige der Sicherheitspolizei, so der ehemalige Leiter des Sonderkommandos 4b der SS-Einsatzgruppe C, Waldemar Krause. Papenkorts Tätigkeit betraf mindestens 21 Ermittlungs- und Gerichtsverfahren. 1968 wurde diese Tätigkeit zu einer Affäre, als das Nachrichtenmagazin Der Spiegel sie öffentlich machte.
Dreh- und Angelpunkt von Papenkorts Beratung war dabei die Berufung auf den „Befehlsnotstand“, der „zu einer Art Weltanschauung der ‚Kameradenhilfe‘ [wurde]“. Dabei war Papenkort insbesondere „Klaus Hornig, der die Verweigerung eines Mordbefehls überlebt hatte“ und nun in Prozessen gegen die Berufung auf diesen angeblichen Notstand aussagte, „ein Dorn im Auge“.
Nachdem bei Papenkort richterlich angeordnete Hausdurchsuchungen durchgeführt worden waren, versuchte er, bis zum Gang vor das Bundesverfassungsgericht dagegen vorzugehen, jedoch erfolglos. Vor dem Essener Landgericht kam es 1970 zum Verfahren wegen Begünstigung, Täter der Strafe zu entziehen, Anstiftung zu Falschaussagen und Verstößen gegen Artikel 1 § 8 des Gesetzes zur Verhütung von Missbräuchen auf dem Gebiet der Rechtsberatung. Wegen solcher Verstöße wurde Papenkort zu einer Geldbuße von 600 DM verurteilt. Von den ersten beiden Anklagepunkten wurde er freigesprochen, da ihm weder nachzuweisen war, dass er mit seiner Hilfe für die „Kameraden“ diese einer gerechten Bestrafung entziehen wollte, noch seine Beratung zu einer konkreten Falschaussage geführt habe.